# Планківська частинка
У фізиці планківська частинка — це гіпотетична елементарна частинка, визначена як чорна діра, в якої комптонівська довжина хвилі збігається з радіусом Шварцшильда. Маса частинки дорівнює (за визначенням) планківській масі, а комптонівська довжина хвилі і радіус Шварцшильда рівні (за визначенням) планківській довжині.